# 大畑創
大畑 創（おおはた はじめ、1979年2月15日 - ）は、日本の映画監督。大阪府出身。

## 経歴
映画美学校第9期フィクション・コース高等科修了。2009年、『大拳銃』がゆうばり国際ファンタスティック映画祭審査員特別賞を受賞したほか、第31回ぴあフィルムフェスティバル審査員特別賞を受賞した。その後、テレビドラマ『怪談新耳袋 百物語』に参加し商業デビュー。2012年、『へんげ』が第16回ファンタスティック・フェストのホラー部門にて審査員特別賞を受賞。各地海外映画祭にて上映されたのち、劇場公開を果たす。

## フィルモグラフィー

### 映画
- 大拳銃（2008年）
- へんげ（2011年）
- Trick or Treat（2013年）
- 劇場版 稲川怪談 かたりべ（2014年）
- ABC・オブ・デス2[7]『OCHLOCRACY』（2015年）
- リアル鬼ごっこライジング[8]『佐藤さんを探せ！』（2015年）
- NONE[9]（2015年）
- 鬼談百景『一緒に見ていた』『赤い女』（2015年）
- EVIL IDOL SONG（2016年）
- HKT48×48人の映画監督たち[10]『SUBTERRANEAN WORLD』（2018年）

### オリジナルビデオ
- 戦慄怪奇ファイル コワすぎ!FILE-01【口裂け女捕獲作戦】（2012年） - 住民B 役

### テレビ
- 庭の木（2010年） - 『怪談新耳袋 百物語』の一編
- 拝み屋怪談[11]（2018年）
- 拝み屋怪談Ⅱ（2019年）

### プロモーション・ビデオ
- ハカイジュウ（2012年） - 田口清隆との共同監督

### VRドラマ
- GR ~ghost reality~[12]（2018年）

### ミュージックビデオ
- 幾田りら「P.S.」（2023年）